# Exacum trinervium
Exacum trinervium là một loài thực vật có hoa trong họ Long đởm. Loài này được (L.) Druce mô tả khoa học đầu tiên năm 1913 publ. 1914.